# Orleans, New York
Orleans är en kommun (town) i Jefferson County i delstaten New York.